# Речное (Узункольский район)
Речное (каз. Речной) — село в Узункольском районе Костанайской области Казахстана. Административный центр Чапаевского сельского округа. Код КАТО — 396665100.

## География
Возле села находятся озера Кайралыколь и Аитпайколь.
В 4 км к северо-востоку от села находится озеро Антанча, в 4 км к северу — Есетколь, чуть дальше — Акпанча; в 5 км к северо-западу — Каировское, в 5 км к востоку — Жаркаин, в 10 км к юго-западу — Айжан, в 4 км к юго-западу Кунь-Коман, в 3 км к юго-востоку Ешки, в 6 км к юго-востоку — Качизколь,  в 12 км к северо-западу - Аяганколь.

## История
В 2014 году в состав Речного были включены сёла Каратомар и Огузбалык, расположенные приблизительно в 20 км к юго-востоку и в 10 км к северо-западу от Речного соответственно.
В 2017 году в состав Речного было включено село Амречье, расположенное в 10 км к юго-западу от села Речного.

## Население
В 1999 году население села составляло 647 человек (316 мужчин и 331 женщина). По данным переписи 2009 года, в селе проживало 350 человек (188 мужчин и 162 женщины).